# Acherontia diluta
Acherontia diluta är en fjärilsart som beskrevs av Adolf G. Closs 1911. Acherontia diluta ingår i släktet Acherontia och familjen svärmare. Inga underarter finns listade i Catalogue of Life.